# قازان سر (أختاتشي الشرقي)
قازان سر (بالفارسية: قازان‌سر) هي قرية تقع في إيران في أذربيجان الغربية. يقدر عدد سكانها بـ 39 نسمة بحسب إحصاء 2016.